# Dům U Závorů
Dům U Závorů je dům čp. 1114/II v Praze na Novém Městě v Truhlářské ulici č. 10. Jedná se o klasicistní třípatrovou novostavbu z let 1847–1848 podle projektu Johanna Ripoty. Na jeho místě stál do poloviny 19. století jednopatrový dům a ač se zvažovala nástavba, nakonec bylo rozhodnuto postavit dům nový. V letech 1925–1927 byl dům rekonstruován podle projektu Karla Berana, později, v roce 1935, vznikla nová fasáda opět podle Karla Berana. V letech 1994–1995 byl dům ve dvorních křídlech zvýšen o čtvrté patro a v podkroví hlavní budovy vznikla vestavba.